# Joaquín Gamboa Pascoe
Joaquín Gamboa Pascoe (Mèxic, D. F., 30 de maig de 1922-7 de gener de 2016) va ser un advocat, líder sindical i polític mexicà, membre del Partit Revolucionari Institucional. Va ser Secretari General de la Confederació de Treballadors de Mèxic (CTM), de 2005 fins a la seva mort el 2016.
Joaquín Gamboa Pascoe va ser advocat de la Universitat Nacional Autònoma de Mèxic, institució on va ser company del futur president José López Portillo.
Va ser triat en una ocasió diputat federal i en una altra senador de la República. El 1967 va ser elegit diputat federal en representació del Districte 13 del Districte Federal a la XLV Legislatura que va concloure el 1970; postulat candidat del PRI a diputat pel mateix districte el 1973, va resultar derrotat pel candidat del PA, Javier Blanco Sánchez. El 1976 va ser elegit senador pel Districte Federal, exercint el càrrec fins a 1982 i durant el qual va ser líder de la majoria priïsta i president de la Gran Comissió del Senat; el 1988 va ser postulat per segona ocasió a la senaduria del Districte Federal en fórmula amb Pedro Ramírez Vázquez, resultant derrotats per la fórmula postulada pel Front Democràtic Nacional, integrada per Porfirio Muñoz Ledo i Ifigenia Martínez.
Joaquín Gamboa Pascoe va exercir com a dirigent de la Federació de Treballadors del Districte Federal i el 9 d'agost de 2005 va assumir la Secretaria General de la Confederació de Treballadors de Mèxic, a la mort del seu antecessor, Leonardo Rodríguez Alcaine.
El 7 de gener de 2016 va morir a Mèxic, D. F. a causa d'una complicació respiratòria.